# Genom człowieka

Graficzna reprezentacja normalnego ludzkiego kariotypu.

Genom człowieka – genom gatunku Homo sapiens. 
Składa się z 22 diploidalnych autosomów, 2 allosomów oraz MtDNA. Chromosomalny genom zawarty jest w jądrze w 23 parach chromosomów. Całkowita ilość informacji genetycznej zawartej w genomie człowieka jest mniejsza niż 800 MB. Autosomy oznaczane są kolejnymi numerami od 1 do 22. Allosomy to X i Y. Do 2018 roku odkryto 43 162 ludzkie geny w DNA jądrowym.
Kompleksowym badaniem ludzkiego genomu zajmowali się naukowcy w ramach Human Genome Project.

## Wielkość genomu człowieka
Wielkość genomu człowieka wyrażona w bp to 3,079 miliardów, długość DNA skręconego w pojedynczym jądrze komórki wynosi ok. 2 metrów. Całkowita długość DNA w organizmie człowieka przekracza kilka milionów kilometrów.
| Chromosom | Długość (w Mbp) |
| --------- | --------------- |
| 1         | 247             |
| 2         | 243             |
| 3         | 200             |
| 4         | 191             |
| 5         | 181             |
| 6         | 171             |
| 7         | 159             |
| 8         | 146             |
| 9         | 140             |
| 10        | 135             |
| 11        | 134             |
| 12        | 132             |
| 13        | 114             |
| 14        | 106             |
| 15        | 100             |
| 16        | 89              |
| 17        | 79              |
| 18        | 76              |
| 19        | 64              |
| 20        | 62              |
| 21        | 46,9            |
| 22        | 50              |
| X         | 155             |
| Y         | 58              |